# Long Range Desert Group
Long Range Desert Group (LRDG) fu una formazione della British Army attiva durante la seconda guerra mondiale. L'unità nacque in Egitto all'indomani della dichiarazione di guerra italiana (giugno 1940), su iniziativa del Maggiore Ralph A. Bagnold, coadiuvato dai capitani Pat Clayton e Bill Kennedy Shaw.
L'unità agiva alle dirette dipendenze del Generale Archibald Wavell, ed era specializzata in ricognizione a lungo raggio, raccolta di informazioni e navigazione nel deserto. In tali funzioni, si trovò spesso a confrontarsi con il suo equivalente italiano, le Compagnie auto-avio sahariane. L'LRDG fu sciolta alla fine della guerra.

## Organizzazione
Le pattuglie dell'LRDG erano composte da militari neozelandesi, rhodesiani e britannici, appositamente selezionati per la loro attitudine alle attività in ambienti difficili; in seguito vennero formate anche pattuglie con soldati indiani.
Anche se la sua organizzazione operativa cambiò diverse volte nel corso del tempo, la sua struttura di base era costituita da diverse "Patrols", costituite da due ufficiali e 28-32 sottufficiali e soldati di truppa, su 11 veicoli (camion armati da deserto e jeep); in seguito, l'unità operativa di base divenne la "Half-Patrol", composta da un ufficiale e 15-20 sottufficiali e soldati, su 5-6 veicoli.

## Operazioni

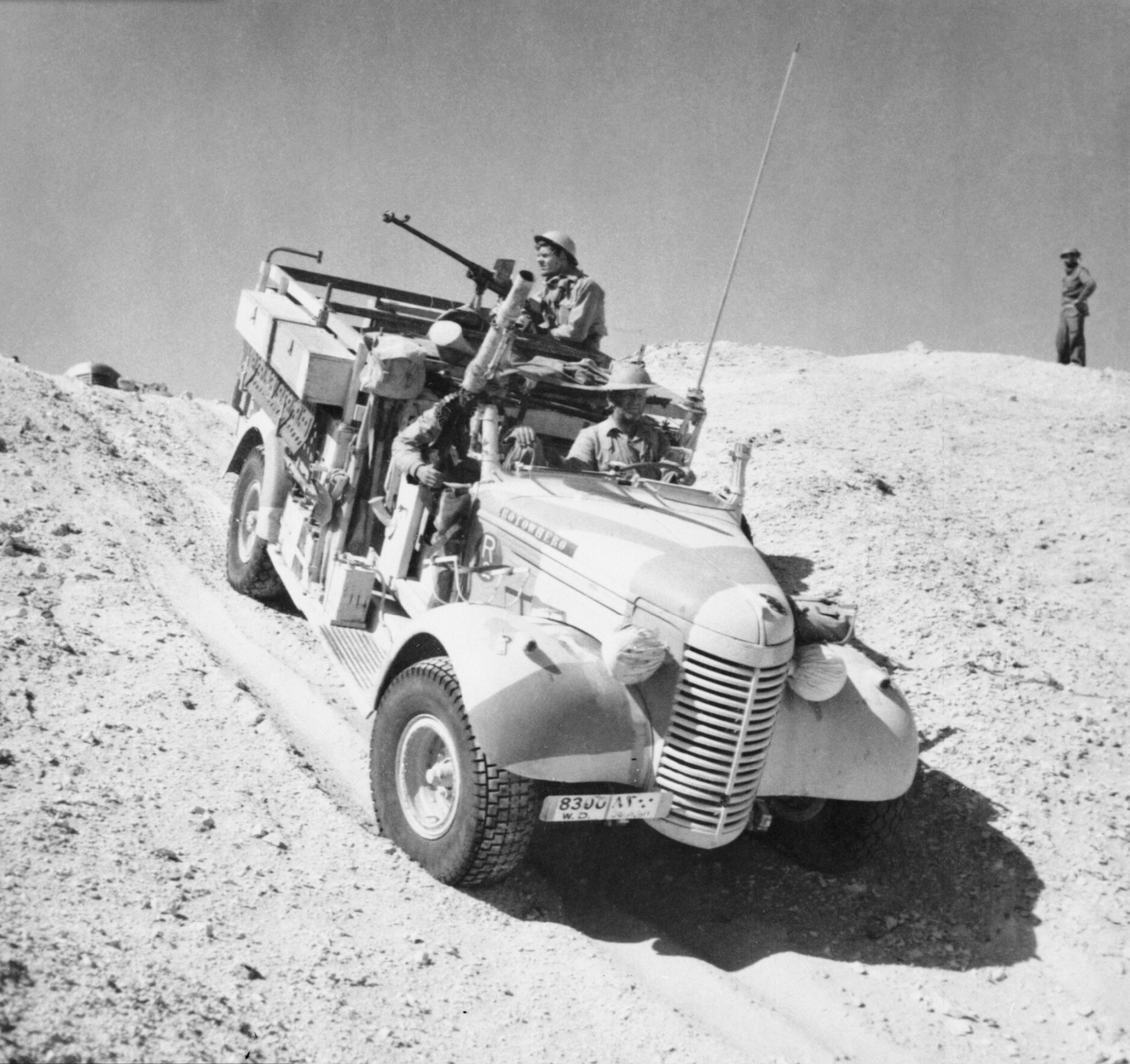
Chevrolet 30cwt passa tra le dune durante un pattugliamento il 27 marzo 1941

Durante i combattimenti nel teatro di operazioni nordafricano, tra il 1940 ed il 1943, le pattuglie motorizzate dell'LRDG condussero numerose missioni di ricognizione a lungo raggio ed incursioni di profondità dietro le linee italo-tedesche.
Chiamato anche "Mosquito Army" da Wavell, mentre i soldati dello Special Air Service preferivano definirlo il "Libyan Desert Taxi Service", l'LRDG effettuò spesso operazioni di supporto alle incursioni dei commando del SAS, delle forze della Francia Libera e degli irregolari della Popski's Private Army, oltre che operazioni di inserzione dietro le linee nemiche di agenti britannici ed arabi sotto copertura.
Una delle sue operazioni più celebri fu l'Operazione Hyacint, un attacco condotto contro la città di Barce ed il suo aeroporto, che ebbe luogo il 13 settembre 1942.